# Mariette Rousseau-Vermette
Pour les articles homonymes, voir Rousseau et Vermette.
Mariette Rousseau-Vermette (Trois-Pistoles, 29 août 1926 - Montréal, 28 mars 2006) était une artiste peintre et lissière québécoise. Elle est considérée comme pionnière des arts textiles au Canada et a acquis une réputation internationale durant les années 1960–1980.

## Biographie
Rousseau-Vermette est née à Trois-Pistoles au Québec, et a étudié les Beaux-Arts à la fin des années 1940 à l'École des Beaux-Arts de Québec, avec Dorothy Liebes à San Francisco, au California College of the Arts and Crafts à Oakland, et en privé, à travers l'Europe et l'Asie.
Au milieu des années 50, elle a travaillé avec des artistes plasticiens du Québec dont Fernand Leduc et Jean-Paul Mousseau, autrefois fervents et membres du groupe des Automatistes. Elle sera parmi les premières artistes lissières à transposer en tapisserie des cartons conçus par des peintres de cette période. En 1956, elle réalise une tapisserie intitulées Rencontres totémiques à Chilkat à partir d’un dessin original de Leduc. Exécutée en basse lisse, cette œuvre qui a reçu le 1er prix ex-aequo en arts décoratifs lors des Concours artistiques de la province de Québec en 1957, fait partie de la collection du Musée national des beaux-arts du Québec. 
Ses tapisseries sont reconnues par sa manière d'expérimenter avec les codes de la peinture abstraite avec l'échelle, la forme, la matière et la couleur similaire au mouvement Colorfield Painting. En plus de participer à de nombreuses expositions solos et de groupe, elle est devenue internationalement reconnue grâce à de nombreuses et prestigieuses commissions dont le rideau du Eisenhower Theatre au Kennedy Center à Washington et le plafond du Roy Thomson Hall à Toronto. Certains de ses quelque 600 œuvres signées sont conservées à la Galerie Nationale du Canada à Ottawa, au Musée national des beaux-arts du Québec, au Metropolitan Museum of Art et au Rockefeller Center à New York et au Musée d'Art Moderne de Kyoto,,.
Elle était responsable du programme d'arts textiles au Banff Centre de 1979 à 1985.
Rousseau-Vermette était mariée à l'artiste Claude Vermette. Elle est décédée à Montréal en 2006.

## Récompenses
- Officier de l'Ordre du Canada (1976)
- Certificat d'honneur, Conférence canadienne des arts
- Membre de l'Académie Royale des Arts du Canada